# Fuente Palmera
Fuente Palmera é um município da Espanha na província de Córdova, comunidade autónoma da Andaluzia. Tem 65,47 km² de área e em 2021 tinha 9 803 habitantes (densidade: 149,7 hab./km²).

## Demografia
| Variação demográfica do município entre 1991 e 2004 | Variação demográfica do município entre 1991 e 2004 | Variação demográfica do município entre 1991 e 2004 | Variação demográfica do município entre 1991 e 2004 |
| --------------------------------------------------- | --------------------------------------------------- | --------------------------------------------------- | --------------------------------------------------- |
| 1991                                                | 1996                                                | 2001                                                | 2004                                                |
| 9371                                                | 9711                                                | 9826                                                | 10146                                               |